# August Bobek-Zdaniewski
August Bobek-Zdaniewski (ur. 21 września 1902, zm. 1988 – nazwisko rodowe Bobek) – polski inżynier, wynalazca, konstruktor lotniczy.

## Życiorys
August Bobek urodził się we Frysztaku na Podkarpaciu, jako syn Anny i Karola Bobków. W latach 1913–1918 uczęszczał do szkoły powszechnej. Maturę zdał w gimnazjum w Jaśle. Następnie ukończył studia na Wydziale Mechaniczno-Technicznym Wyższej Szkoły Przemysłowej w Krakowie w roku 1923. Od 1923 roku pracował w biurze technicznym Zakładów Mechanicznych „E. Plage i T. Laśkiewicz” w Lublinie jako rysownik i konstruktor w Biurze Technicznym Oddziału Lotniczego.
W Wielkopolskiej Wytwórni Samolotów „Samolot” pracował od 1924 r. Jako technik (nie miał zdanego dyplomu inżyniera) był z inż. Piotrem Tułaczem współkonstruktorem samolotu sportowego Sp-1.
Wiosną 1927 został samodzielnym konstruktorem w Podlaskiej Wytwórni Samolotów. Projektował m.in. PWS-4, PWS-5, PWS-6, PWS-10, PWS-11, PWS-11 bis, PWS-12 i całą serię ich wersji rozwojowych (PWS-14, PWS-16, PWS-26). Za konstrukcję PWS–4 otrzymał nagrodę Ligi Obrony Powietrznej i Przeciwgazowej. Na krótko przed wybuchem II wojny był zastępcą dyrektora technicznego inż. Zygmunta Cymy.
W 1932 r. zmienił nazwisko na Zdaniewski.
W zakresie konstrukcji był bardzo pomysłowy i płodny, miał wiele patentów na własne rozwiązania lotnicze, w tym jako pierwszy Polak na płatowiec z ujemnym skosem krawędzi natarcia płata. Jego konstrukcją było usterzenie ogonowe opuszczane w locie, zwiększające pole ostrzału tylnego strzelca (badane na samolocie Lublin R.XIII, miało być wprowadzone w seryjnych egzemplarzach LWS-3 Mewa). Był autorem licznych profili aerodynamicznych znanych jako „Profile Bobka” o numerach 1–6, które były badane w tunelu aerodynamicznym Instytutu Aerodynamicznego w Getyndze.
August Bobek-Zdaniewski zaprojektował łącznie 33 płatowce. Z tego 13 powstało w duecie z inż. Aleksandrem Grzędzielskim i 1 z inż Wacławem Makowskim. Po konstruktorach DWL-RWD konstrukcje Bobka-Zdaniewskiego były najliczniej produkowanymi samolotami w okresie dwudziestolecia międzywojennego.
Początek II wojny światowej zakończył karierę konstruktora w przemyśle lotniczym. W 1939 r. ewakuował się do Lwowa, a następnie do Jasła. Pracował w handlu, ukrywał swoje prawdziwe kwalifikacje.
Po wojnie został zatrudniony w Ministerstwie Przemysłu przy inwentaryzacji mienia lotniczego ocalałego z wojny. W 1946 roku obronił pracę magisterską z dziedziny silników lotniczych na Wydziale Komunikacji AGH w Krakowie, uzyskując tytuł magistra inżyniera. Początkowo pracował jako kierownik techniczny Państwowej Szkoły Samochodowej, następnie (po ukończeniu rocznego kursu) przez kilka lat był zatrudniony w łódzkiej Wytwórni Filmów Oświatowych. Od 1954 r. pracował jako projektant w przemyśle petrochemicznym, m.in. w rafinerii w Płocku. Amatorsko zajmował się fotografią. W 1968 roku przeszedł na emeryturę i zamieszkał w Krakowie. Tam zmarł w czerwcu 1988 roku.